# Tres principios antinucleares

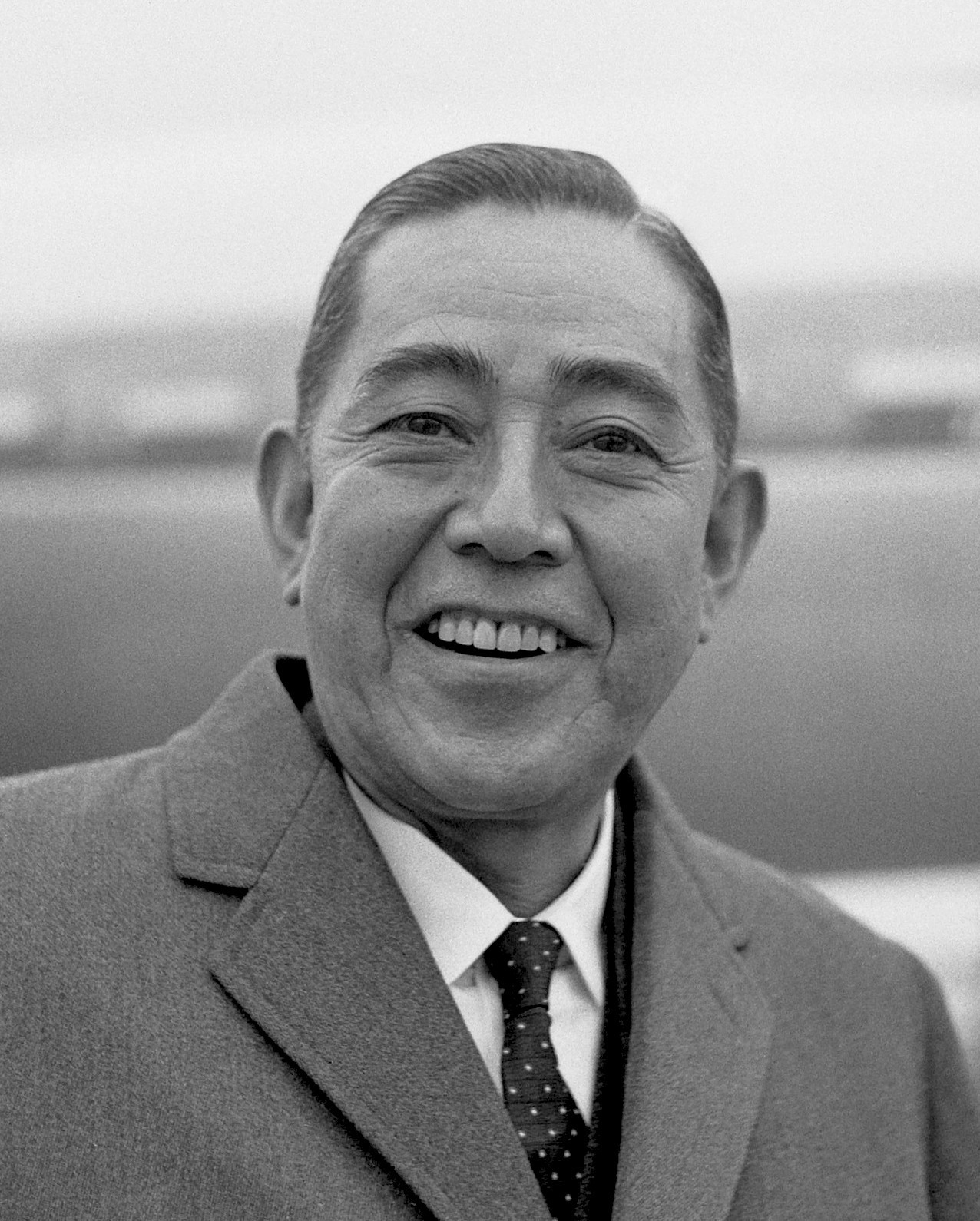
Eisaku Sato, primer ministro de Japón durante el tratado de los tres principios en la Cámara de Representantes.

Los  Tres principios antinucleares  ( 非核 三 原則   Hikaku San Gensoku?) son una  resolución parlamentaria japonesa (nunca aprobada como ley) que ha guiado la política sobre armamento nuclear de Japón desde finales de la década de 1960. Los tres principios reflejan el sentir general de la población desde el final de la Segunda Guerra Mundial. Los principios establecen que «Japón no poseerá ni fabricará armas nucleares, ni permitirá su introducción en el territorio japonés». Los principios fueron esbozados por el primer ministro Eisaku Satō en un discurso ante la Cámara de Representantes en 1967, en medio de las negociaciones sobre la devolución de Okinawa a Japón por parte de Estados Unidos. La Dieta de Japón adoptó formalmente los principios en 1971. 